# Four Mile Cliff
Das Four Mile Cliff (englisch für Vier-Meilen-Kliff) ist ein vier Meilen (umgerechnet 6 km) langes und 600 m hohes Felsenkliff im ostantarktischen Viktorialand. Es ragt nördlich des Mount Bevilacqua an der Südflanke des Debenham-Gletschers auf. 150 m seiner Gesamthöhe sind sichtbar.
Das Advisory Committee on Antarctic Names verlieh ihm 2007 seinen deskriptiven Namen.